# Недискретно (филм, 1958)
„Недискретно“ (на английски: Indiscreet) е драматична и романтична комедия на режисьора Стенли Донън, която излиза на екран през 1958 година, с участието на Кари Грант и Ингрид Бергман.

## Сюжет
Ана Калман е известна театрална актриса, постигнала всичко в театъра, но не намерила щастие в личния си живот. Съпругът на сестра ѝ я запознава с Филип Адамс, който е представителен, богат и много пътува. Те се харесват, отношенията им се развиват, но той е женен и не може да се разведе, защото жена му е тежко болна. Всичко върви чудесно до момента, когато на Филип му предлагат повишение в службата, но с условието той веднага да замине за САЩ за 6 месеца. През това време Ана случайно научава тайната - той е ерген, но винаги се представя за женен, за да не му се налага да се жени за жената, с която има някакви отношения. Ана е актриса и ще отмъсти, а Филип е влюбен и не знае как да ѝ каже, че „вече“ е свободен.

## В ролите
| Актьор         | Роля            |
| -------------- | --------------- |
| Кари Грант     | Филип Адамс     |
| Ингрид Бергман | Ана Калман      |
| Сесил Паркър   | Алфред Мънсън   |
| Филис Калверт  | Маргарет Мънсън |
| Дейвид Кософ   | Карл Бенкс      |
| Мегс Дженкинс  | Дорис Бенкс     |